# Долна Крупа
Долна Крупа (слч. Dolná Krupá) насељено је мјесто са административним статусом сеоске општине (слч. obec) у округу Трнава, у Трнавском крају, Словачка Република.

## Становништво
| Година:    | 1994. | 2004.   | 2014.   | 2024.   |
| ---------- | ----- | ------- | ------- | ------- |
| Број људи: | 2205  | 2229    | 2284    | 2454    |
| Разлика:   |       | +1,08 % | +2,46 % | +7,44 % |

| Година:    | 2023. | 2024. |
| ---------- | ----- | ----- |
| Број људи: | 2454  | 2454  |
| Разлика:   |       | +0 %  |

Према подацима о броју становника из 2024. године насеље је имало 2454 становника.